# 109712 Giger
109712 Giger este o planetă minoră (asteroid) din centura de asteroizi. A fost descoperită pe 12 septembrie 2001 la Goodricke-Pigott Observatory⁠(d) de Roy A. Tucker⁠(d). 
Obiectul prezintă o orbită caracterizată de o semiaxă mare de 2,6729237105668 UAi, o excentricitate de 0,26, o înclinație de 13 ° în raport cu ecliptica.